# Sömmerda (stacja kolejowa)
Sömmerda (niem. Bahnhof Sömmerda) – stacja kolejowa w Sömmerda, w kraju związkowym Turyngia, w Niemczech. Jest to stacja dwupoziomowa, na której pod kątem prostym krzyżują się linie Straußfurt – Großheringen i Sangerhausen – Erfurt. Według DB Station&Service ma kategorię 4. 

## Linie kolejowe
- Linia Straußfurt – Großheringen
- Linia Sangerhausen – Erfurt